# Athienville
Athienville est une commune française située dans le département de Meurthe-et-Moselle en région Grand Est.

## Géographie

### Localisation
Athienville est située à proximité d'Einville-au-Jard et Arracourt dans le département de Meurthe-et-Moselle à 18 km au nord de la sous-préfecture Lunéville, à 25 km à l'est de la préfecture Nancy, à 40 km au nord de  Baccarat, Bureau centralisateur de son canton, et à 58 km au sud de Metz. Château-Salins (département de la Moselle) est à 14 km au nord.
Le territoire de la commune est limitrophe de ceux de six communes :
|          | Bezange-la-Grande |             |
| Hoéville | Athienville       | Arracourt   |
| Serres   | Valhey            | Bathelémont |

Le village possède plusieurs écarts : la ferme de Ranzey, le hameau de Hincourt et la ferme d'Harlauville.

### Géologie et relief
La superficie de son territoire est de 1 296 hectares. Le sol est principalement argileux, la terre y est lourde et collante mais riche.
L'altitude la plus basse est de 212 m pour une altitude maximale de 335 m. Le village est installé dans une cuvette, encerclée par le bois de Bénamont au sud et par la forêt de Ranzey (classé espace naturel sensible par le conseil départemental de Meurthe-et-Moselle) à l'ouest et au nord par la forêt de Bezange-la-Grande. À l'est du village en direction d'Arracourt, deux buttes surplombent le village, il s'agit "des Jumelles", anciens lieux de cultures de la vigne.

### Hydrographie
La commune est dans le bassin versant du Rhin au sein du bassin Rhin-Meuse. Elle est drainée par la Loutre Noire, le ruisseau d'Athienville, le ruisseau de Basailles, le ruisseau du Breuil et le ruisseau du Moulin,.
La Loutre Noire, d'une longueur de 18 km, prend sa source dans la commune de Réchicourt-la-Petite et se jette  dans la Seille à Moncel-sur-Seille, après avoir traversé sept communes.

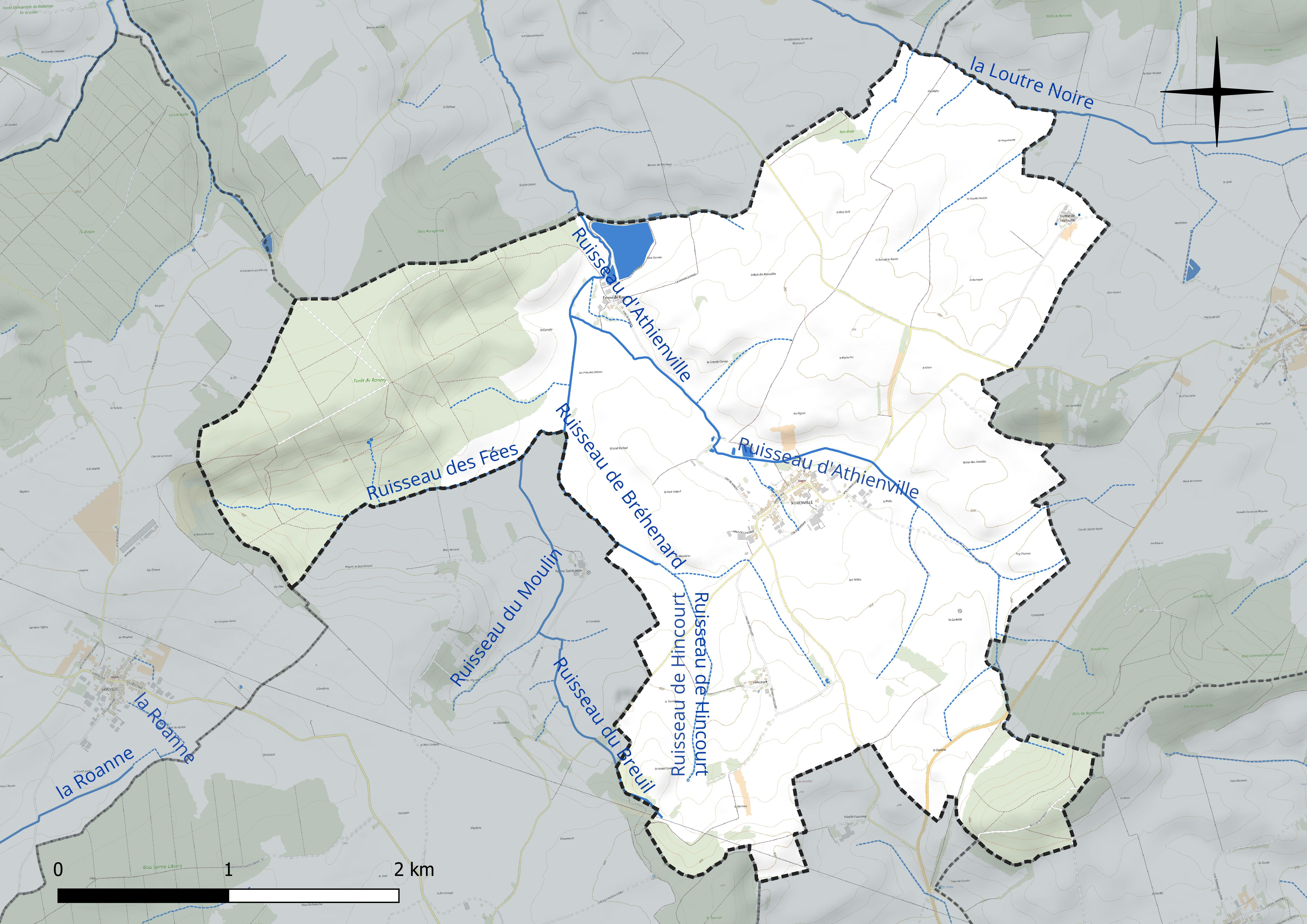
Réseau hydrographique d'Athienville.

### Climat
Pour des articles plus généraux, voir Climat du Grand Est et Climat de Meurthe-et-Moselle.
En 2010, le climat de la commune est de type climat des marges montargnardes, selon une étude du Centre national de la recherche scientifique s'appuyant sur une série de données couvrant la période 1971-2000. En 2020, Météo-France publie une typologie des climats de la France métropolitaine dans laquelle la commune est exposée à un climat semi-continental et est dans la région climatique Lorraine, plateau de Langres, Morvan, caractérisée par un hiver rude (1,5 °C), des vents modérés et des brouillards fréquents en automne et hiver.
Pour la période 1971-2000, la température annuelle moyenne est de 9,7 °C, avec une amplitude thermique annuelle de 17 °C. Le cumul annuel moyen de précipitations est de 815 mm, avec 11,6 jours de précipitations en janvier et 9,3 jours en juillet. Pour la période 1991-2020, la température moyenne annuelle observée sur la station météorologique de Météo-France la plus proche, « Nancy-Essey », sur la commune de Tomblaine à 20 km à vol d'oiseau, est de 11,0 °C et le cumul annuel moyen de précipitations est de 746,3 mm. 
La température maximale relevée sur cette station est de 40,1 °C, atteinte le 24 juillet 2019 ; la température minimale est de −24,8 °C, atteinte le 21 février 1956,,.
Les paramètres climatiques de la commune ont été estimés pour le milieu du siècle (2041-2070) selon différents scénarios d'émission de gaz à effet de serre à partir des nouvelles projections climatiques de référence DRIAS-2020. Ils sont consultables sur un site dédié publié par Météo-France en novembre 2022.

## Urbanisme

### Typologie
Au 1er janvier 2024, Athienville est catégorisée commune rurale à habitat dispersé, selon la nouvelle grille communale de densité à sept niveaux définie par l'Insee en 2022.
Elle est située hors unité urbaine. Par ailleurs la commune fait partie de l'aire d'attraction de Nancy, dont elle est une commune de la couronne,. Cette aire, qui regroupe 353 communes, est catégorisée dans les aires de 200 000 à moins de 700 000 habitants,.

### Occupation des sols
L'occupation des sols de la commune, telle qu'elle ressort de la base de données européenne d’occupation biophysique des sols Corine Land Cover (CLC), est marquée par l'importance des territoires agricoles (75,7 % en 2018), en diminution par rapport à 1990 (77,8 %). La répartition détaillée en 2018 est la suivante : 
terres arables (57,9 %), forêts (22,2 %), prairies (15,2 %), zones agricoles hétérogènes (2,6 %), zones urbanisées (2,1 %). L'évolution de l’occupation des sols de la commune et de ses infrastructures peut être observée sur les différentes représentations cartographiques du territoire : la carte de Cassini (XVIIIe siècle), la carte d'état-major (1820-1866) et les cartes ou photos aériennes de l'IGN pour la période actuelle (1950 à aujourd'hui).

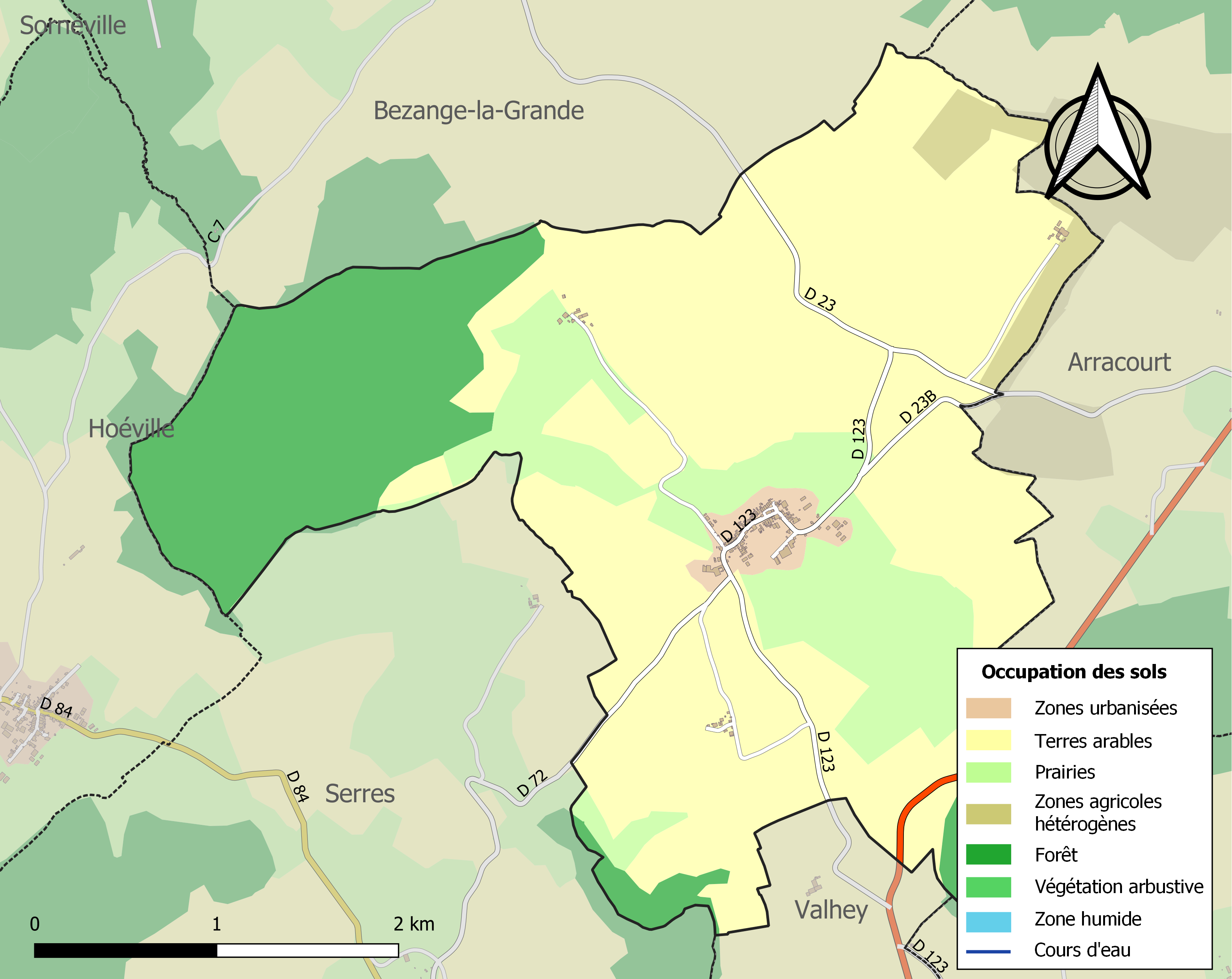
Carte des infrastructures et de l'occupation des sols de la commune en 2018 (CLC).

## Toponymie
Le nom de la localité est attesté sous les formes Theodericus de Attinvilla (1135) ; Atinivilla (1127-1168) ; Attivilla (1174) ; Atieinville (1296) ; La fort maison d’Atienville (1309) ; Autienville (1319) ; Aithienville (1347) ; Estienville (1569). Une pierre gravée  apposée au mur intérieur de l'actuelle église et datant de 1607 orthographie Athienville tel que nous le connaissons aujourd'hui. Cependant on trouve jusqu'au milieu du XIXe siècle Attienville avec 2 t.

De attegia (cabane, souvent couverte de roseaux) et villa (domaine rural gallo-romain).

On trouve dans les annuaires de la vieille noblesse lorraine, le patronyme D'Athienville qui semble lié à la commune,,.
En patois lorrain, Ahtienville était prononcé Thienville par les habitants et Thienvess par les habitants des autres villages.

Les habitants d'Athienville sont les Athienvillois et les Athienvilloises.

## Histoire

### Moyen Âge
En 1135, Thédoric ou Thierry de Attinvilla (Athienville) est cité comme témoin dans la confirmation de donations faites à l'abbaye de Beaupré par l'évêque de Toul.
En 1272, Sire, dit Vosgien, de Deneuvre, chevalier, reconnaît vendre à Maufroy de Romont, également chevalier, l'hommage que Maufroinom d'Athieville tenait de lui.
En juin 1309, Jeannette veuve de Ferion de Vic, et Houars de Damelevières font un traité de partage. La maison forte d'Athinville avec usoir appartiendra à Simon de Damelevières. Il est alloué 40 soudées de terre aux enfants de ladite veuve et on leur abandonne le moulin d'Athieville et son usoir avec d'autres droits du lieu.
En 1317, Collin d'aujecourt écuyer se déclare homme-lige du duc de Lorraine pour ce qu'il possède à Athieville et autres lieux.
Le mercredi précédant Noël 1347, Ferion de Vic écuyer, déclare tenir de la duchesse de Lorraine 120 jours de terres (~24 ha) avec les prés, moitié d'un moulin et autres droits sis à Atheville...

#### Le château féodal
Vers 1350, Adhémar évêque de Metz assiège et détruit Château-Salins et les châteaux d'Amelécourt, Donjeux, Athienville, etc..

### Ancien régime
Relevé dans les comptes d'Einville pour l'année 1582 : « les sujets et habitants d'Athienville doivent chacun an rentes aux seigneurs : doit le laboureur tenant charrue entière 6 réseaux par moitié de blé et avoine, mesure de Vic, blé de semence payable et rendu à leurs frais, à chacun des seigneurs quinze jours après lesdites rentes en leurs greniers... Celui qui tient demie-charrue [sic] doit en grains et deniers la moitié de ce que dessus. Tous habitants dudit Athienville qui n'ont charrue doivent chacun pour leur bourgeoisie audit terme, 5 sols en monnaie de Metz qui valent 3 gros 4 deniers. La femme veuve doit un gros 10 deniers. Tous habitants ayant bêtes annales doivent un denier messin, à peine de confiscation du bétail recelé. Tous chevaux tirants doivent un sol en monnaie de Metz. Aussi chacun habitant laboureur ou autre qui se trouve au terme de Noël doit 3 poules ;  la veuve une poule et demie.Le droit d'entrée (emménager) est de 20 francs pour les defforains et de 10 francs pour l'homme ou la femme qui n'est pas du lieu. La moitié due aux seigneurs et l'autre aux habitants » (à la communauté).
Le 14 mai 1620, Affrican de Bassompierre baron de Removille donne ses réversales à cause d'échange fait avec le duc de Lorraine, qui lui a cédé ez seigneuries de Dommartin contre les haute, moyenne et basse justices, cens et rentes d'Athieville et autres lieux.
Le 25 décembre 1608, Balthazar Fournier ci-devant tailleur aux salines de Château-Salins vend au duc Henri le tiers en une pièce de bois de 112 arpents avec le gagnage de la chapelle d'Athienville.
Le 17 décembre 1663, François Antoine au nom d'Albert, comte des Fours, donne ses réversales pour un quart de la seigneurie d'Attienville. Le 7 mars 1708, le duc de Lorraine vend à Paul Protin son conseiller d'État, un quart ez haute, moyenne et basse justice et les droits de sauvegarde sur les habitants dudit lieu.
Dans les déclarations de la communauté d'Athienville en 1700 et en 1730, les habitants ont une partie de leurs terres sur le ban de Boncourt sur lequel ils ont droit de vain pâturage comme ceux de d'Arracourt et de la Grande-Bezange. La communauté d'Athienville a le droit de vain pâturage sur le ban d'Arracourt ; celle d'Arracourt a le même droit dur le ban d'Athienville. Il en est de même avec les communautés d'Hincourt et de Ranzey.
Le 7 mai 1736 le duc François érige en fief et dénomination de fief de Saint-Odile les maisons, bâtiments, jardins, terres et prés appartenant au sieur François Poirot, conseiller et secrétaire de ses commandements situés à Attinville.

### Guerre de Trente ans (1618-1648)
Les déplacements importants de troupes déplacent également les maladies. La peste fait son apparition à Athienville dans l'été 1631. Dans le même temps, « les habitants sont surchargés du logement des gens de guerre ». En 1632, les comptes du domaine d'Einville indiquent que la dîme du bois Renard n'a pu être perçue à cause des gens de guerre qui y ont séjourné. En 1637, le maire et la plupart des habitants étant morts et le reste fugitifs, aucune rente n'a pu être perçue, nonobstant les poursuites faites par les sergents du domaine. En 1641, il n' y a aucun maire ni justice. Les laboureurs et le reste des sujets dudit Athienville est constitué de huit à dix pauvres manouvriers réfugiés à Vic et autres lieux où ils ont trouvé plus de sûreté. Toujours dans les mêmes documents, il est indiqué : « Par-devant le tabellion soussigné comparurent maire et officiers de la justice d'Athienville à présent réfugiés à Serres. Ils ont affirmé que depuis l'an 1633, il n'y a eu aucun laboureur audit Athienville et les habitants n'y font que de rares passages. En 1646, il y avait 9 conduits » (foyers).

### Des curés qui restent longtemps
Athienville détient un record de longévité des curés. Entre 1676 et 1875, ils ne furent que cinq à se succéder au presbytère de la commune, soit une durée moyenne de plus de 39 ans.

### La grosse fontaine
Également appelée le troûw dé moûssu, elle est située en direction de la ferme de Ranzey, à environ 500 m du village, Il s'agit d'une grosse fontaine. Elle est l'une des curiosités du village. Edmond Delorme en 1927 indique : « A quelques centaines de mètres, dans la prairie se voit une fontaine, "la fontaine des Moussus ou trou d'Athienville", signalée sur les cartes. Ses résurgences se trouvent en bordure du chemin de la ferme de Ranzey. Elles sont au nombre de deux et proches l'une de l'autre. Le plus gros bassin a 8 mètres de diamètre ; on le dit "sans fond". il donne 20 hectolitres d'eau à la minute, qu'il déverse dans le ruisseau de ranzey, affluent du Moncel. l'eau est glacée et non potable. Je ne sache pas qu'on en ait déterminé la provenance. »
Henri Lepage rapporte en 1847 : « Pendant une année de sécheresse, on vit s'élancer tout à coup de terre, à une hauteur de près de 2 mètres ; un jet d'eau qui s'affaissa promptement, mais continua néanmoins à jaillir du sol à gros bouillons. l'éruption avait d'abord eu lieu au milieu d'un chemin : on boucha cette ouverture et l'on fit, avec des pierres, un conduit qui amenait les eaux dans un bassin creusé, au bord de ce chemin, dans une terre argileuse rougeâtre [...]. Pendant l'été 1842, le fond du bassin s'est enfoncé et il présente actuellement une ouverture de 2 m de long sur 1 m 1/2 de large d'où l'eau très limide, s'élance avec force en bouillonnant [...]. »
On sait aujourd'hui que la grosse fontaine est apparue en 1805. A priori le phénomène de la grosse fontaine est un puits artésien où l'eau d'une nappe souterraine captive, en partie située à un niveau supérieur ; jaillit lorsque l'opportunité se présente. Le sol d'Athienville, composé d'argiles et de roches mères d'origine calcaire (marnes et / ou dolomies) aurait été propice à ce phénomène et le relief alentour concordant  à cette hypothèse. Dans les années cinquante, une équipe de pompiers a essayé en vain d'assécher la grosse fontaine. Assurément, le débit est élevé et constant. Le niveau ne baisse jamais, ni en 1976, ni en 2003. Les anciens racontent qu'il fut un temps où l'on apercevait au fond du bassin, des voûtes et des enchevêtrements de grottes sans jamais pouvoir distinguer le fond malgré une eau très cristalline.
L'apparition de cette fontaine a été accompagnée d'un cortège de croyances et de légendes. Ainsi, on raconte aux enfants, que s'ils tombent dans ce trou, ils ressortiront en chine, ou encore que d'innombrables bétails sont tombés dans le gouffre sans fond sans jamais en ressortir, et même qu'un ou deux chars allemands, à la suite de la bataille d'Arracourt tombèrent et disparurent à jamais.

### Archéologie
En 1861, on a trouvé un grand nombre de cercueils en pierre avec armes et poteries. La source n'est pas plus explicite mais ce genre de vestiges en Lorraine correspond généralement à la période mérovingienne.

### Un événement spectaculaire
Le 5 thermidor an 12, à 5 heures du matin, un vent très violent enleva un ballon établi et chargé d’air sur la plate-forme de l’Observatoire, et préparé par M. Jean-Baptiste Biot, membre de l’Institut, pour voyager et faire des observations météorologiques ; le vent arracha les piquets auxquels il était attaché, et le ballon disparut.
Le 7 thermidor, vers 3 heures après-midi, un ballon d’une étoffe de soie gommée, couleur vert pâle, auquel étaient attachés deux piquets de chêne, par des cordeaux, est tombé dans un champ d’avoine de la ferme de la haute Soulerey, commune d’Athienville ; les soupapes se sont ouvertes par la chute, et il en est sorti une vapeur très infecte ; insensiblement il s’est affaissé ; on l’a attaché à un char et on l’a amené dans la commune.
M. le préfet a fait amener ce ballon à Nancy, où il est arrivé le 16 thermidor, et a été déposé dans une des salles de la préfecture, jusqu’à nouvel ordre.
La commune d’Athienville ayant résisté ouvertement, pendant 5 à 6 jours, aux ordres réitérés de M. le sous-préfet de Château-Salins et de M. le préfet, de laisser effectuer le transport à Château-Salins, du ballon descendu sur son territoire, il a fallu y faire stationner des détachements de gendarmerie. M. le préfet a pris, le 26, contre la commune d’Athienville dont les habitants qui avaient commis des dégâts dans les vignes du maire, en haine des démarches qu’il a faites pour les ramener à la soumission, un arrêté disposant notamment que cette commune paiera, en suite d’estimation, lesdits dégâts, ainsi que tous les frais occasionnés par sa résistance. L’adjoint, prévenu de s’être réuni aux récalcitrants, est suspendu de ses fonctions.

### Époque moderne
Avant 1870 la commune faisait partie du Canton de Vic-sur-Seille. Après le traité de Francfort, elle a intégré le nouveau canton d'Arracourt avec les huit autres communes restées françaises, elles aussi membre de l'ancien canton de Vic.
En 1915, alors que la ligne de front est située à moins de 1500m d'Athienville, les autorités militaires françaises occupant le village décident de détruire le clocher de l'église, celui-ci étant utilisé comme balise de repérage pour l'artillerie allemande. La destruction de ce clocher, visible sur des cartes postales du village durant la guerre, conduira à une demande d'indemnisations de dommages de guerre de la commune qui permettra la reconstruction de certaines maisons endommagées, du clocher, du presbytère, de l'ancienne mairie et de l'école avec tout le matériel présent à l'intérieur de ces bâtiments.
Situé entre Athienville, Hoéville et Sornéville, le bois de Ranzey est connu pour les faits d'armes du maquis du même nom. En effet, à la fin de la seconde guerre mondiale, 370 maquisards ont opposé leur résistance aux allemands. Une rue de la ville de Saint Max près de Nancy porte le nom de ce maquis et une stèle à la mémoire des FFI a été érigée sur le chemin rural de la fontaine aux pierres. Une autre plaque à la mémoire du maquis de Ranzey orne la mairie de Sornéville et a été inaugurée le 18 juin 2001.

### Équation de Kolmogoroff par W. Doeblin
Wolfgang Doeblin est un mathématicien français d'origine allemande et de confession juive qui fuit le nazisme et deviendra soldat pour la France. Stationné à Athienville dans le 21° bataillon d'instruction du 91° régiment d'infanterie, comme soldat téléphoniste, il travaille la nuit dans sa guérite à la résolution de l'équation de Kolmogoroff, une formule qui explique des phénomènes aléatoires comme par exemple prédire le parcours d'un grain de poussière dans un verre d'eau. Il achève sa démonstration mathématique et l'envoi à l'académie des sciences. Son pli n°11668 sera ouvert 60 plus tard en avril 2000.

### Faits d'armes du maquis de Ranzey
Le maquis de Ranzey avait été implanté par le commandement de la résistance. Il se trouvait sur un axe Nancy - Château-Salins - Morhange et était en ce sens parfait pour harceler l’ennemi alors en retraite. Le 26 août 1944, un parachutage d'armes et de munitions devant le bois de Faulx entre Erbéviller et Réméréville permet d'équiper les hommes : 22 mitraillettes, 36 fusils, 6 fusils mitrailleurs, les munitions, des explosifs et des détonateurs. Le 29 août, dans la nuit, une centaine d'hommes avec un camion chargé gagne la forêt de Ranzey et de Bezange. Les hommes bivouaquent et s’entraînent. Le 1er septembre le maquis attaque un convoi allemand dans la descente entre Moncel et Chambrey sur l'ancienne RN 74. Quatre Allemands sont tués et aucune perte n'est à déplorer du côté des maquisards.
Le 3 septembre, il est décidé de fondre sur le village d'Athienville. Le maquis fait prisonnier sept soldats allemands et prend deux véhicules. Dans la journée du 4 septembre après avoir tenté de repousser l'ennemi à Sornéville et perdu 9 hommes, le maquis revient à Athienville et regagne la forêt de Ranzey.
Le 6 septembre, les Allemands reviennent à Athienville, prennent en otage neuf personnes dont le maire. En outre, ils menacent de tout brûler. Les otages sont emmenés à la Komandantur établie à Lunéville et passés à tabac. Le maquis est informé de la situation par mademoiselle Marguerite Lefort, née Macherez (décédée en 2015) qui avait déjà transmis des informations au maquis à deux reprises. Les otages sont : Valentin Hesse (maire), Louis Grentzinger, Lucien Clausse, Mathis de Chambrey, Emile Odin, Emile Saffroy et Joseph Mangin.
Les Allemands proposent d'échanger les otages français contre les soldats, sans quoi les otages seront fusillés et le village brûlé.
Le 7 septembre, le commandant Robin, chef du maquis, accepte l'échange des soldats allemands contre les otages français. Voici les noms des soldats prisonniers restitués :
Gilles Zimpfler, Pollner, Michel Podgornig, Willy, Grauntjes, Thomas, Ru Kurpanick et Barckeht.
Emmenés dans l'automobile du laitier sous la conduite de Marguerite Lefort et rendus au château de Lunéville, les soldats sont libérés. Les otages sont libres vers 12 h. Mais les Allemands incendièrent malgré tout sept maisons à Athienville.
Un détachement tenta également d'encercler le maquis et le bois mais renonça finalement à attaquer les maquisards présents dans celui-ci.

## Politique et administration
Lors de la dernière réforme territoriale de 2015, Athienville a été rattachée au canton de Baccarat (canton no 1 de Meurthe-et-Moselle), pourtant distant de près de 46 km.
| Période                                  | Période        | Identité                                          | Étiquette | Qualité                              |
| ---------------------------------------- | -------------- | ------------------------------------------------- | --------- | ------------------------------------ |
| Les données manquantes sont à compléter. |                |                                                   |           |                                      |
| 1919                                     | vers 1922      | Auguste Lavallée                                  |           |                                      |
| vers 1922                                | 1925           | Joseph Valentin Hesse                             |           | Cultivateur, Exploitant forestier    |
| 1925                                     | mai 1929       | Eugène Goudot                                     |           |                                      |
| mai 1929                                 | septembre 1944 | Joseph Valentin Hesse                             |           | Cultivateur, Exploitant forestier    |
| mars 2001                                | 2014           | Jean-Louis Gazin                                  |           | Retraité, électricien                |
| 2014                                     | Janvier 2019   | Marie-Odile Gérardin                              |           | Retraitée, employée des postes       |
| Janvier 2019                             | Septembre 2020 | Pascal Marchand                                   |           | Retraité, professeur d'horticulture  |
| Septembre 2020                           | En cours       | Stéphane Marchand, Réélu pour le mandat 2020-2026 |           | Agriculteur sur moyenne exploitation |

## Population et société

### Démographie
L'évolution du nombre d'habitants est connue à travers les recensements de la population effectués dans la commune depuis 1793. Pour les communes de moins de 10 000 habitants, une enquête de recensement portant sur toute la population est réalisée tous les cinq ans, les populations de référence des années intermédiaires étant quant à elles estimées par interpolation ou extrapolation. Pour la commune, le premier recensement exhaustif entrant dans le cadre du nouveau dispositif a été réalisé en 2007.

En 2022, la commune comptait 167 habitants, en évolution de −6,18 % par rapport à 2016 (Meurthe-et-Moselle : −0,13 %, France hors Mayotte : +2,11 %).
| 1793 | 1800 | 1806 | 1821 | 1831 | 1836 | 1841 | 1846 | 1851 |
| ---- | ---- | ---- | ---- | ---- | ---- | ---- | ---- | ---- |
| 347  | 387  | 404  | 332  | 346  | 381  | 389  | 390  | 406  |

| 1856 | 1861 | 1872 | 1876 | 1881 | 1886 | 1891 | 1896 | 1901 |
| ---- | ---- | ---- | ---- | ---- | ---- | ---- | ---- | ---- |
| 361  | 367  | 374  | 357  | 352  | 337  | 333  | 336  | 301  |

| 1906 | 1911 | 1921 | 1926 | 1931 | 1936 | 1946 | 1954 | 1962 |
| ---- | ---- | ---- | ---- | ---- | ---- | ---- | ---- | ---- |
| 282  | 286  | 195  | 208  | 202  | 214  | 190  | 191  | 218  |

| 1968 | 1975 | 1982 | 1990 | 1999 | 2006 | 2007 | 2012 | 2017 |
| ---- | ---- | ---- | ---- | ---- | ---- | ---- | ---- | ---- |
| 185  | 160  | 177  | 182  | 172  | 164  | 163  | 177  | 176  |

| 2022 | - | - | - | - | - | - | - | - |
| ---- | - | - | - | - | - | - | - | - |
| 167  | - | - | - | - | - | - | - | - |

## Culture locale et patrimoine

### Lieux et monuments

#### Édifices civils
- Bois de Ranzey : maquis de Ranzey.
- Monument aux morts 1914-1918 et 1939-1945.

#### Lieux remarquables

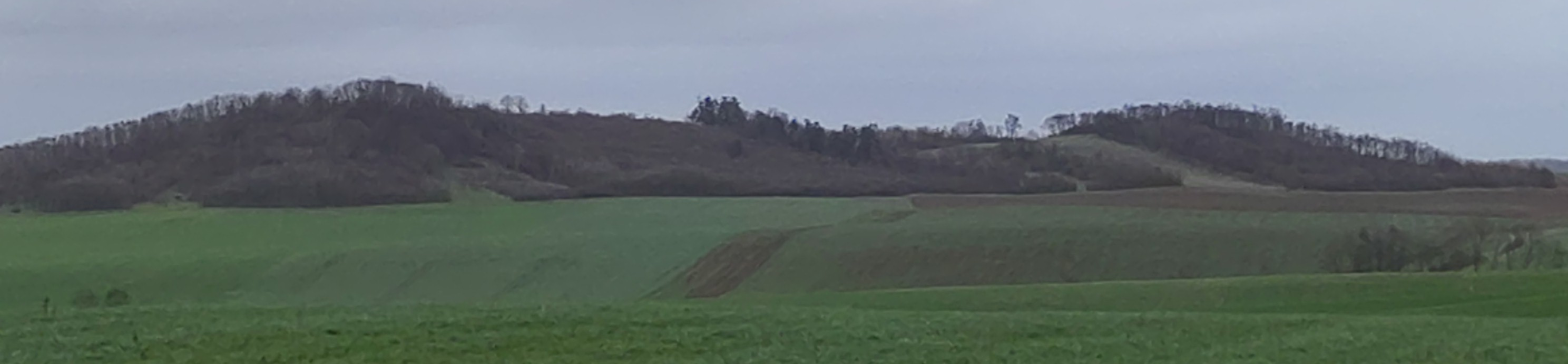
les collines jumelles d'Athienville

- les collines jumelles d'AthienvilleLes jumelles sont une double colline remarquable. Elles sont situées au nord-est du village, en direction d'Arracourt
- La grosse fontaine est une importante résurgence d'eau ; voir l'article La grosse fontaine ci-dessus.

#### L'église

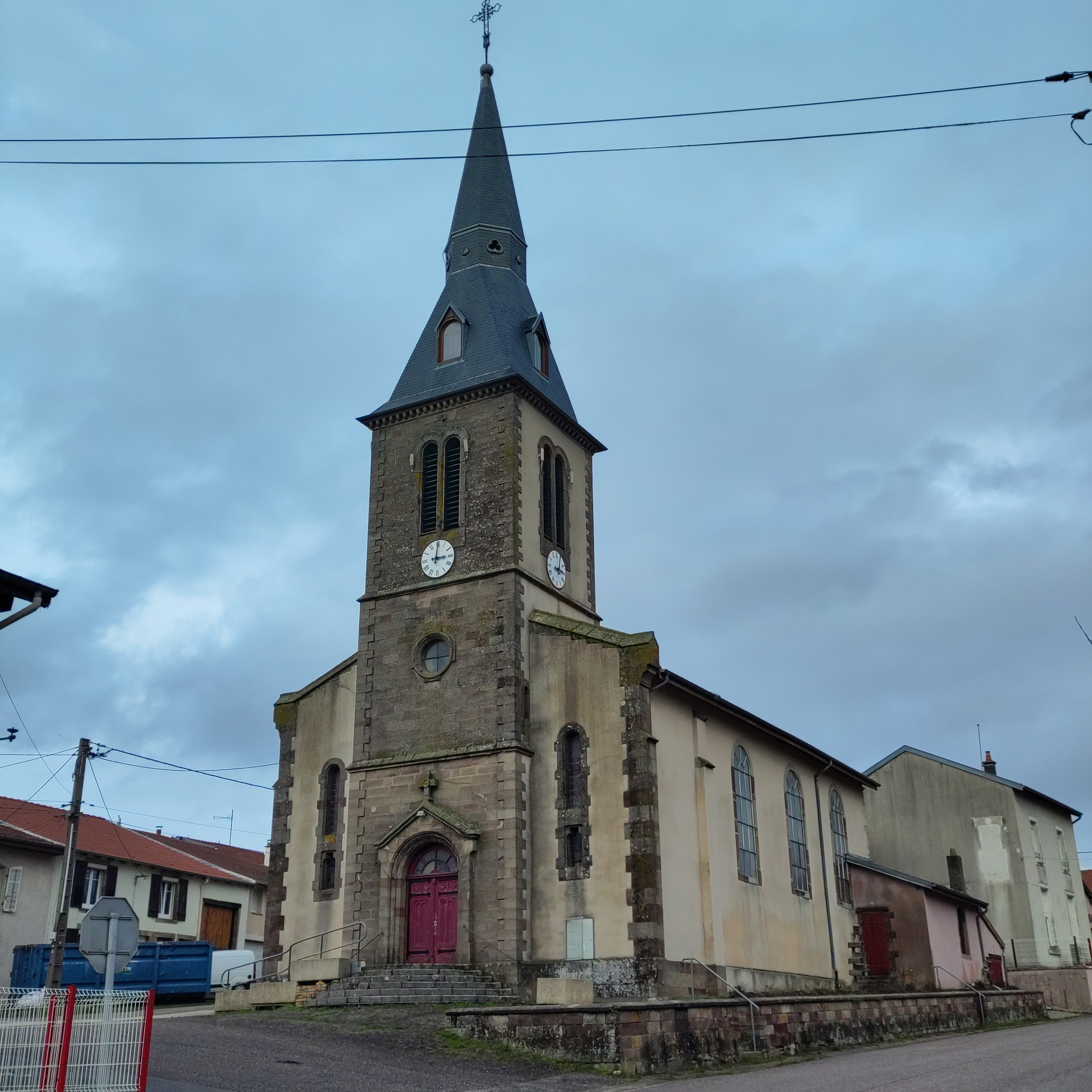
L'église d'Athienville.

La carte des Naudin, qui date de la première moitié du XVIIIe siècle, représente l'église à un endroit différent de celui que nous connaissons aujourd'hui. Elle est symbolisée de manière légèrement extérieure au village. Cette position est confirmée par la monographie d'Athienville écrite en 1888 pour l'exposition universelle de l'année suivante. L'auteur affirme qu'il n'y avait pas d'église avant 1755. Il dit que Le culte catholique était célébré dans une chapelle construite dans le cimetière.
L'église actuelle Saint-Pierre-et-Saint-Paul est du XVIIIe siècle. Sa première pierre aurait été posée le premier avril 1755. Elle contient plusieurs éléments dont les dates sont plus anciennes. L'église a été remaniée XIXe siècle. Elle a subi d'importants dommages en 1914. Elle contient les éléments remarquables suivants :
- le maître-autel : tabernacle et exposition dont la hauteur est de 3,45 m et la largeur de 3,06 m. Il est conçu en bois sculpté. Il a été réalisé entre 1720 et 1730. Ses dorures ont été faites par Jean Bailly de Damas-aux-Bois. Le maître-autel a été classé Monument Historique le 6 février 1979 au titre des objets ;
- un christ en Croix (XVIIe siècle) en bois polychrome. Il est inscrit au titre des Monuments historiques depuis le 16 janvier 2009 ;

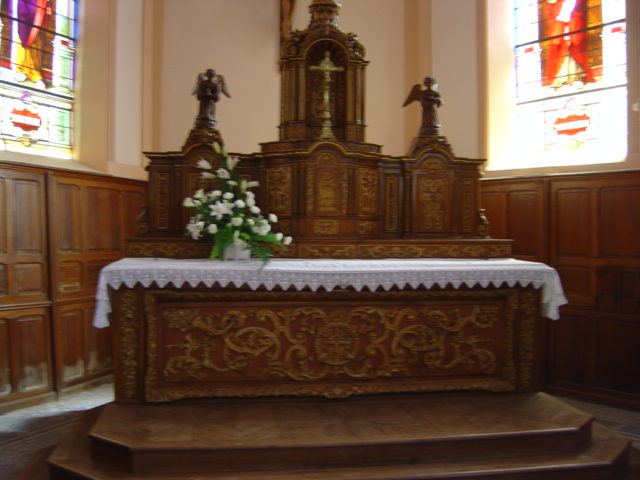

- Un orgue signé François Didider installé en 1927 en remplacement d'un plus gros- de Jean Blési datant de 1881. Lors de la Première Guerre mondiale, le clocher fut abattu, ce qui engendra la perte de l'orgue. Il a été restauré en 1996 par Laurent Plet et inauguré par Dominique Bréda[43].

### Personnalités liées à la commune
- Wolfgang Döblin (également connu sous le nom de Vincent Doblin), mathématicien français d'origine allemande

### Héraldique
| Blason de Athienville | Blason  | D'argent à deux palmes de sinople passées en sautoir, accompagnées en chef d'une étoile et en pointe d'un croissant le tout de gueules, à la fasce vivrée de deux pièces de gueules brochant sur le tout. |
| Blason de Athienville | Détails | Ce blason serait une reprise de celui de la famille de Paul Protin, ancien seigneur du lieu Le statut officiel du blason reste à déterminer.                                                              |

#### Blasons populaires
Les habitants sont affublés de plusieurs sobriquets :
- les moutoines (épinoche en patois lorrain) parce que ce poisson était abondant dans les ruisseaux de la commune mais aussi parce que l'église est dédiée à saint Paul et saint Pierre, saints patrons des pêcheurs. Il existe une définition moins sympathique, mais plus probable puisque les blasons populaires sont généralement moqueurs. L'épinoche est un poisson quasiment immangeable du fait de son squelette et de la dangerosité de ses épines. Assimiler les habitants d'Athienville à ce poisson revient à les considérer comme inutiles est dangereux ;
- les pourris, parce que les habitants étaient relativement riches et faisaient des jaloux ;
- les bigots, parce que les habitants étaient très dévots.